# Humbird
Humbird es un lugar designado por el censo ubicado en el condado de Clark en el estado estadounidense de Wisconsin. En el Censo de 2010 tenía una población de 266 habitantes y una densidad poblacional de 90,49 personas por km².

## Geografía
Humbird se encuentra ubicado en las coordenadas 44°31′46″N 90°53′10″O / 44.52944, -90.88611. Según la Oficina del Censo de los Estados Unidos, Humbird tiene una superficie total de 2.94 km², de la cual 2.94 km² corresponden a tierra firme y (0%) 0 km² es agua.

## Demografía
Según el censo de 2010, había 266 personas residiendo en Humbird. La densidad de población era de 90,49 hab./km². De los 266 habitantes, Humbird estaba compuesto por el 98.12% blancos, el 0% eran afroamericanos, el 0.75% eran amerindios, el 0% eran asiáticos, el 0% eran isleños del Pacífico, el 0.38% eran de otras razas y el 0.75% pertenecían a dos o más razas. Del total de la población el 0.75% eran hispanos o latinos de cualquier raza.